# Carbonara Scrivia
Carbonara Scrivia (Carbunera in dialetto tortonese) è un comune italiano di 1 102 abitanti della provincia di Alessandria in Piemonte.

## Storia

### Simboli
Lo stemma del comune di Carbonara Scrivia è stato concesso con regio decreto del 10 dicembre 1942.

## Monumenti e luoghi d'interesse
Al centro del paese si erge un dongione, unico resto di un castello che dovrebbe risalire al XIV secolo o primi anni del XV secolo, di proprietà dei Guidobono Cavalchini che lo mantennero fino agli anni ottanta del Novecento, per poi farne dono al comune di Carbonara Scrivia. La rocca, al pari del castello di cui oggi non rimane alcuna traccia, fu più volte distrutta e ricostruita; nel 1828 un forte terremoto rovinò la fortezza e qualche anno più tardi l'ultimo e definitivo crollo del tetto danneggiò notevolmente la costruzione, di cui resta la struttura esterna.
Degna di nota è anche la chiesa parrocchiale di San Martino Vescovo, costruita nel 1780.

## Società

### Evoluzione demografica
Abitanti censiti

## Amministrazione
Di seguito è presentata una tabella relativa alle amministrazioni che si sono succedute in questo comune.
| Periodo           | Periodo        | Primo cittadino  | Partito                             | Carica  | Note  |
| ----------------- | -------------- | ---------------- | ----------------------------------- | ------- | ----- |
| 12 giugno 1985    | 1º giugno 1990 | Roberto Gualdi   | -                                   | Sindaco | [ 7 ] |
| 1º giugno 1990    | 26 agosto 1992 | Oreste Monetti   | Democrazia Cristiana                | Sindaco | [ 7 ] |
| 25 settembre 1992 | 24 aprile 1995 | Lorenzo Ferretti | Partito Socialista Italiano         | Sindaco | [ 7 ] |
| 24 aprile 1995    | 14 giugno 1999 | Lorenzo Ferretti | centro                              | Sindaco | [ 7 ] |
| 14 giugno 1999    | 14 giugno 2004 | Flaviano Gnudi   | lista civica                        | Sindaco | [ 7 ] |
| 14 giugno 2004    | 8 giugno 2009  | Flaviano Gnudi   | lista civica                        | Sindaco | [ 7 ] |
| 8 giugno 2009     | 26 maggio 2014 | Mario Mantelli   | lista civica                        | Sindaco | [ 7 ] |
| 26 maggio 2014    | 27 maggio 2019 | Flaviano Gnudi   | lista civica Colombe e torre civica | Sindaco | [ 7 ] |
| 27 maggio 2019    | 9 giugno 2024  | Flaviano Gnudi   | lista civica Colombe e torre civica | Sindaco | [ 7 ] |
| 9 giugno 2024     | in carica      | Flaviano Gnudi   | lista civica Colombe e torre civica | Sindaco | [ 7 ] |